# Gomophia sphenisci
Gomophia sphenisci is een zeester uit de familie Ophidiasteridae.
De wetenschappelijke naam van de soort werd in 1967 gepubliceerd door Ailsa McGown Clark.